# 中華・堅兵
堅兵 （拼音: Jianbing）は台湾の中華汽車が開発し、2022年から製造・販売している商用トラックである。台湾市場でマイルドハイブリッドシステムを搭載した初の台湾産3.5トン商用車となる。英語圏での名称はP350 ハイブリッド。

## 概要
台湾で2020年9月4日に新しい小型トラックの区分が施行されたことを背景に、中華汽車は3代目三菱デリカトラックをベースに堅兵を開発した。

## メカニズム

### シャーシ・ボディ
シャーシは3代目デリカトラックを踏襲しながらも強化を加えることで、最大積載量を1,400kgから1,900kgへ上昇させた。また、その重量に耐えれるよう前後タイヤを195/70/15へ大型化、後輪はダブルタイヤへ変更されている。

### 駆動系
エンジンはデリカと同じ4G69型直列4気筒SOHC16バルブ 2,378cc に自社製のマイルドハイブリッドと1.9kW/hのバッテリーを搭載し、燃費を向上させている。バッテリーには8年または16キロの保証期間がある。

### 安全性
トラクション コントロール、アクティブスタビリティコントロール、ヒルスタートアシスト、エマージェンシーストップシグナル等が標準装備されている。

## 歴史
2022年10月7日
販売開始。車両価格は69.9万台湾ドルから。

## 販売実績
| 年   | 台数    |
| ---- | ------- |
| 2022 | No Data |
| 2023 | No Data |
| 2024 | 362     |
| 2025 |         |